# Orde van het Gulden Vlies

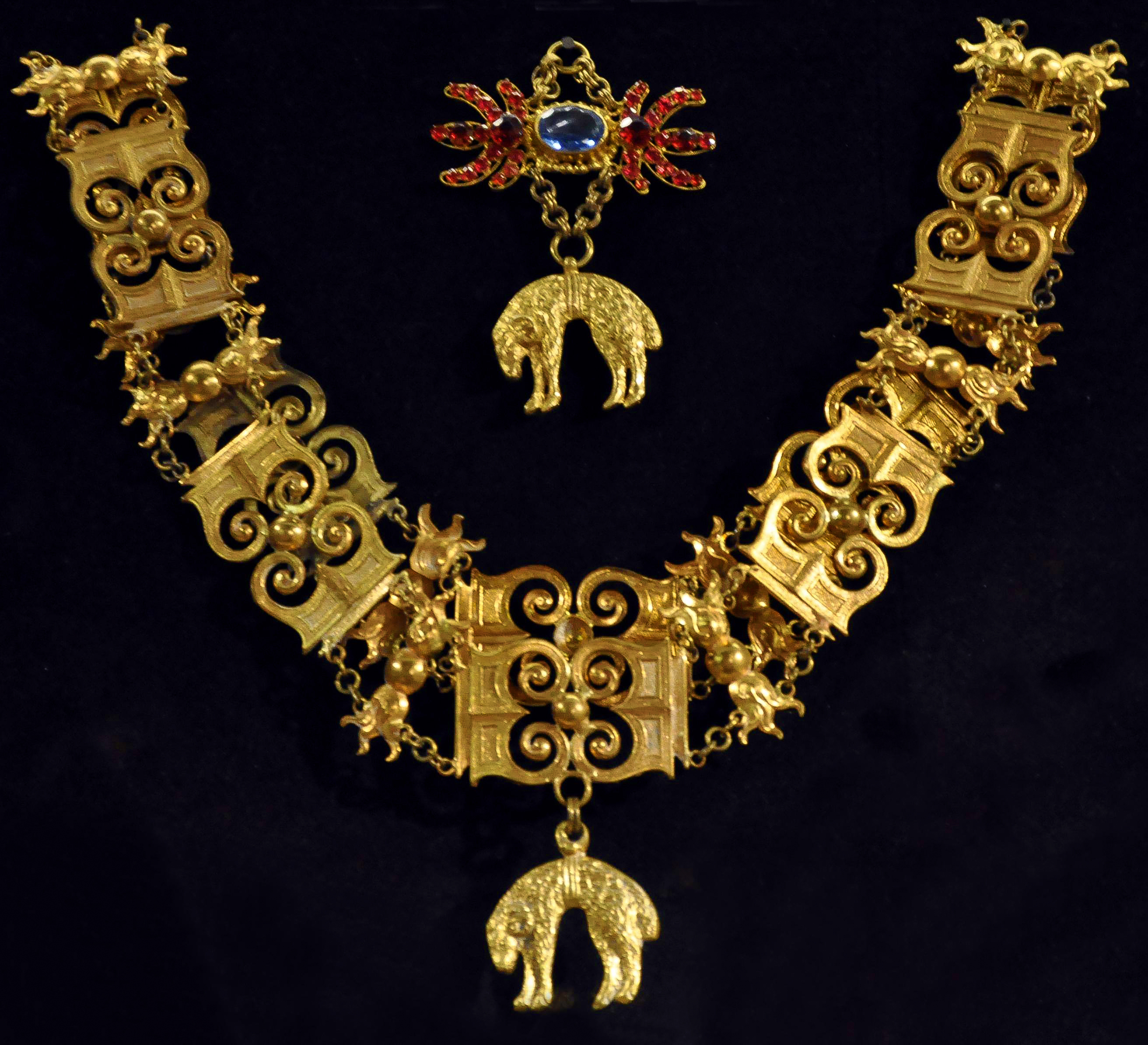
Een keten en juweel van de Orde van het Gulden Vlies (Oostenrijkse tak) in het museum Grand Curtius

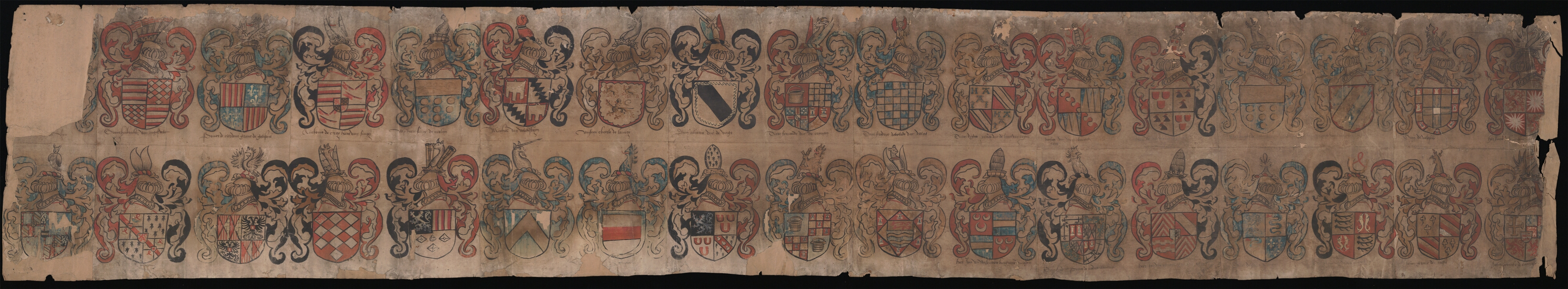
Wapenrol van de ridders van het Gulden Vlies. Gemaakt in de eerste helft van de 16de eeuw.

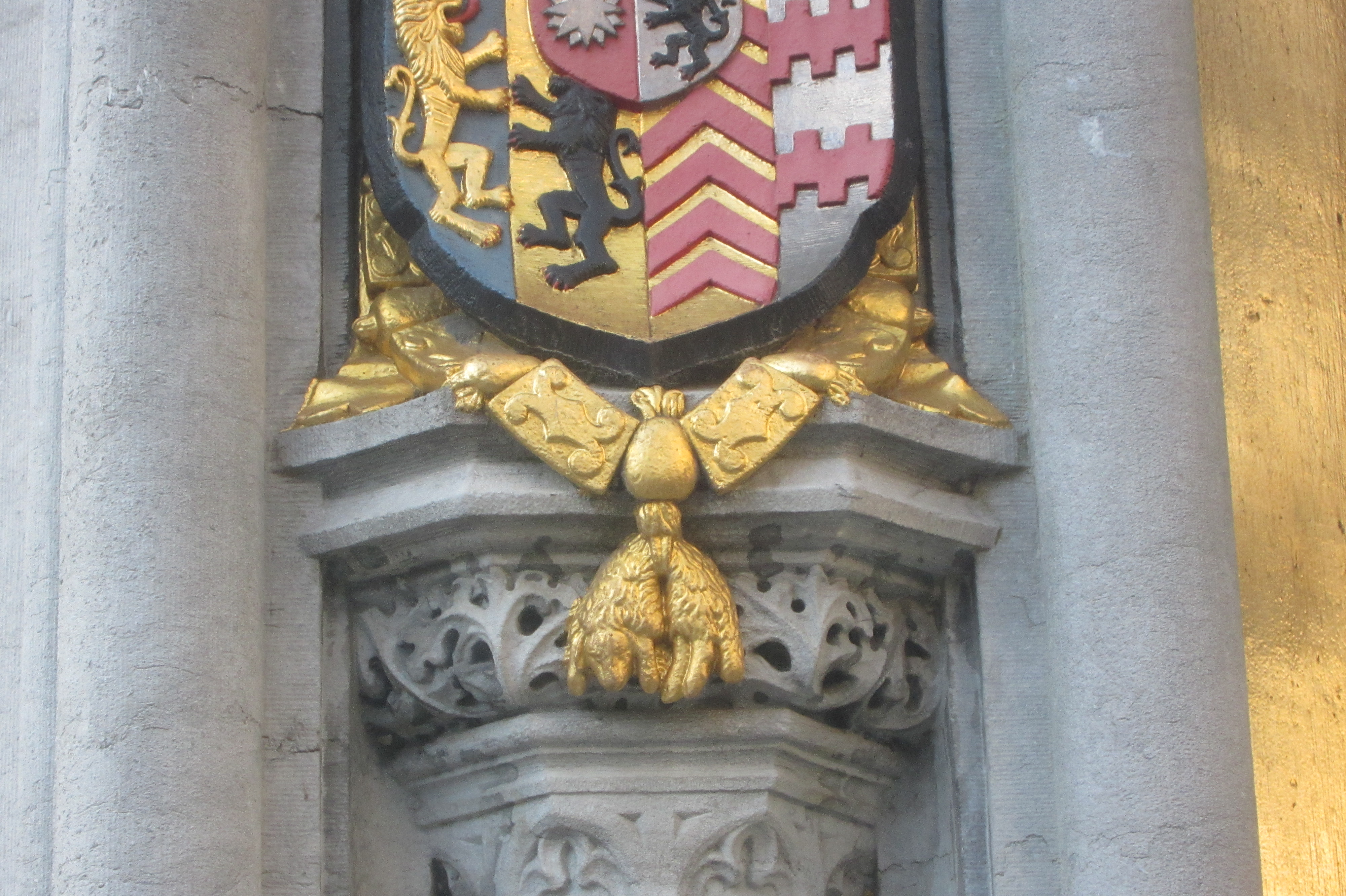
Versierselen van de Orde van het Gulden Vlies aan het wapen van Lamoraal van Egmont, aan de Kleine Zavel, Brussel

De Orde van het Gulden Vlies (Frans: Ordre de la Toison d'or, Duits: Orden vom Goldenen Vlies, Spaans: Orden del Toisón de Oro) is een exclusieve ridderorde. De leden worden vliesridders of toisonisten genoemd. In de katholieke Oostenrijkse tak behoren ze allen tot de Europese adel. De Spaanse tak is al sinds lange tijd een orde van verdienste. Het Gulden Vlies verwijst naar een Griekse mythe. 

## Geschiedenis

### Ontstaan onder de hertogen van Bourgondië

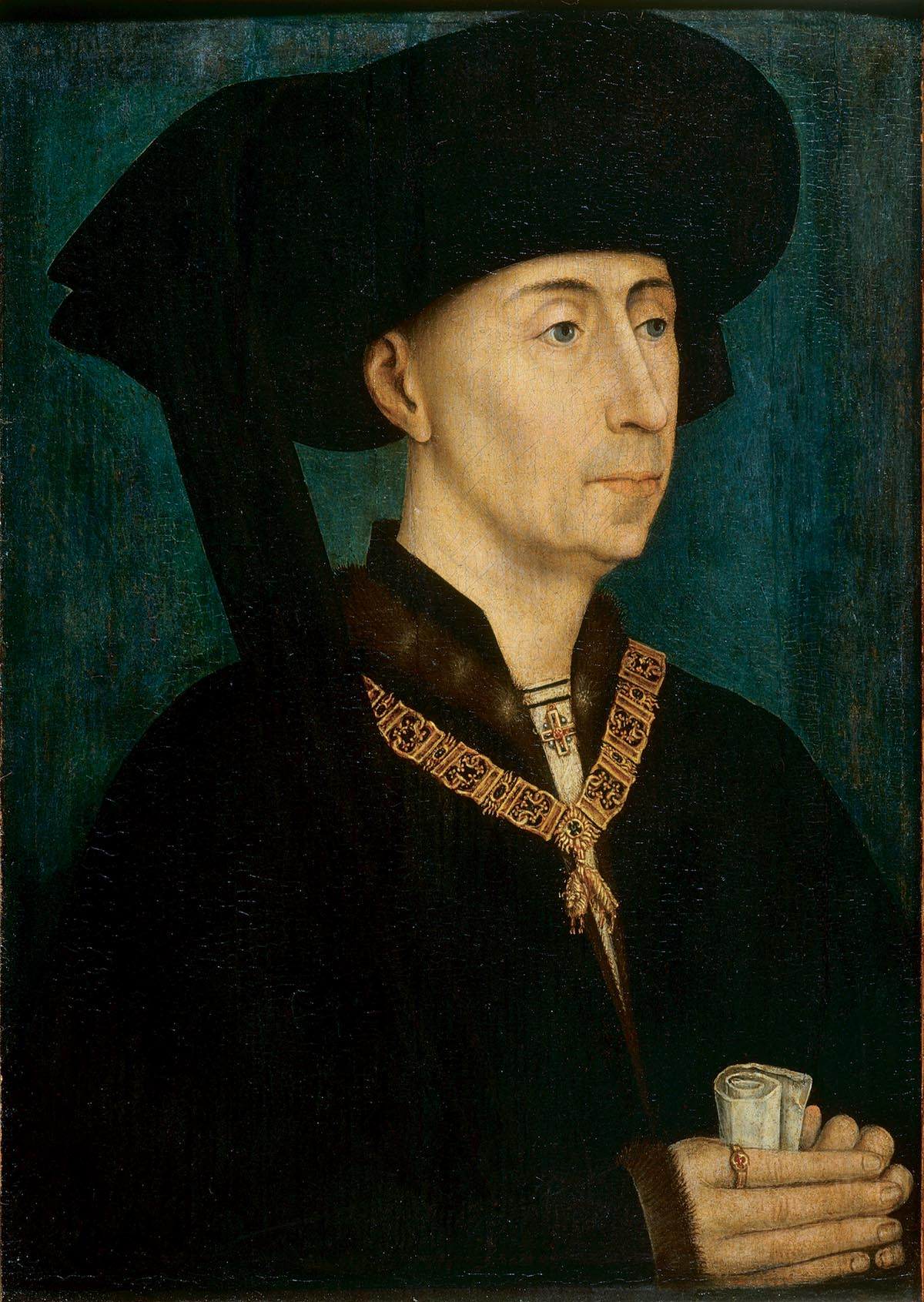
Filips de Goede met de keten van de door hem ingestelde Ridderorde

De orde werd op 10 januari 1430 in Brugge ingesteld door Filips de Goede, hertog van Bourgondië, bij gelegenheid van zijn huwelijk met Isabella van Portugal. Met de instelling van deze orde wilde Filips de Goede verschillende doelen bereiken, zoals de verering van God en de verdediging van de christelijke godsdienst. Daarnaast gaf het zijn dynastie meer aanzien om aan het hoofd te staan van zo'n exclusieve orde. Maar vooral was het een manier voor de hertog en de adellijke elite om de banden aan te halen en invloed op elkaars beslissingen uit te oefenen. De orde had dus ook een politieke functie.
Bij de oprichting van de orde bestond ze uit vierentwintig ridders en vier officieren: een schatbewaarder, een wapenmeester, een kanselier en een griffier, met aan het hoofd de hertog van Bourgondië. De eerste benoemingen waren eigenmachtig door de soeverein gedaan. De eerste wapenmeester was Lefèvre de Saint-Remy. Het aantal ridders werd in de statuten van 1431 beperkt tot vierentwintig, en in 1433 uitgebreid naar dertig, in 1517/1519 door Keizer Karel V naar 50 en ten slotte door Filips II naar 60. Leden waren lid voor de rest van hun leven en konden alleen worden gedwongen om hun lidmaatschap weer in te leveren als zij de statuten (de regels) van de orde hadden geschonden.
De leden van de orde kwamen regelmatig bijeen op zogenaamde kapittel-bijeenkomsten, voor het eerst op 22 november 1431 te Rijsel. De locatie van deze bijeenkomsten verschilde, maar werd vaak in steden gelegen in de Zuidelijke Nederlanden gehouden. Tijdens de regeerperiode van Filips de Goede kwam dit neer op 11 bijeenkomsten, en tijdens de regeerperiode van Karel de Stoute, die hem opvolgde als hoofd van de orde, werden er twee bijeenkomsten gehouden. Deze kapittel-bijeenkomsten duurden meerdere dagen. Gedurende deze dagen was er een aantal vaste elementen. Zo werden nieuwe leden gekozen als er plaatsen waren vrijgekomen wegens het overlijden van een lid. Ook werden er missen opgedragen voor de overleden leden. Daarnaast konden leden verschillende zaken inbrengen die met de orde te maken hadden. Leden hadden ook het recht de hertog te adviseren over militaire en staatszaken. De laatste maal dat er sprake was van kiesvrijheid was tijdens het drieëntwintigste kapittel in 1559 te Gent. Nadat Antoon II van Lalaing tegen de wens van de soeverein tot ridder was gekozen, eigende Filips II zich het alleenrecht toe om nieuwe leden te benoemen. Hiervoor kreeg hij op 15 oktober 1577 de pauselijke machtiging van Gregorius XIII.

### Onder het Huis van Habsburg

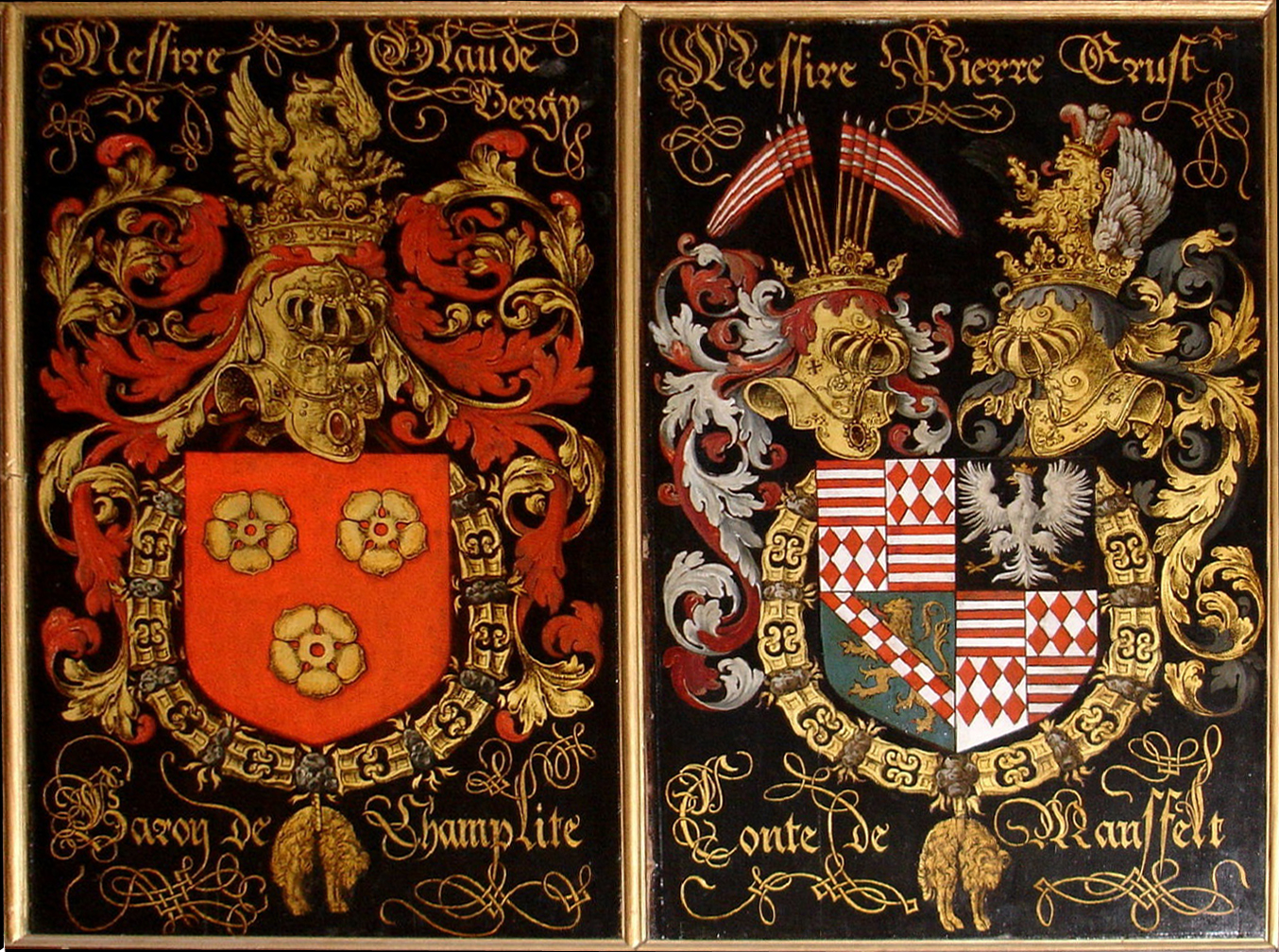
Wapenborden herinneren in een aantal kerken aan de kapittels van de orde. Zo ook hier in de Sint-Baafskathedraal te Gent.

Het hoofd van de orde waren de opeenvolgende erfgenamen van de hertogen van Bourgondië. Dus na de dood van Filips de Goede in 1467, volgde zijn zoon Karel de Stoute (1467-1477) hem op, waarna de Orde overging naar de Habsburgers door het huwelijk van de enige dochter van Karel de Stoute, Maria van Bourgondië met Maximiliaan van Oostenrijk (1477-1519).

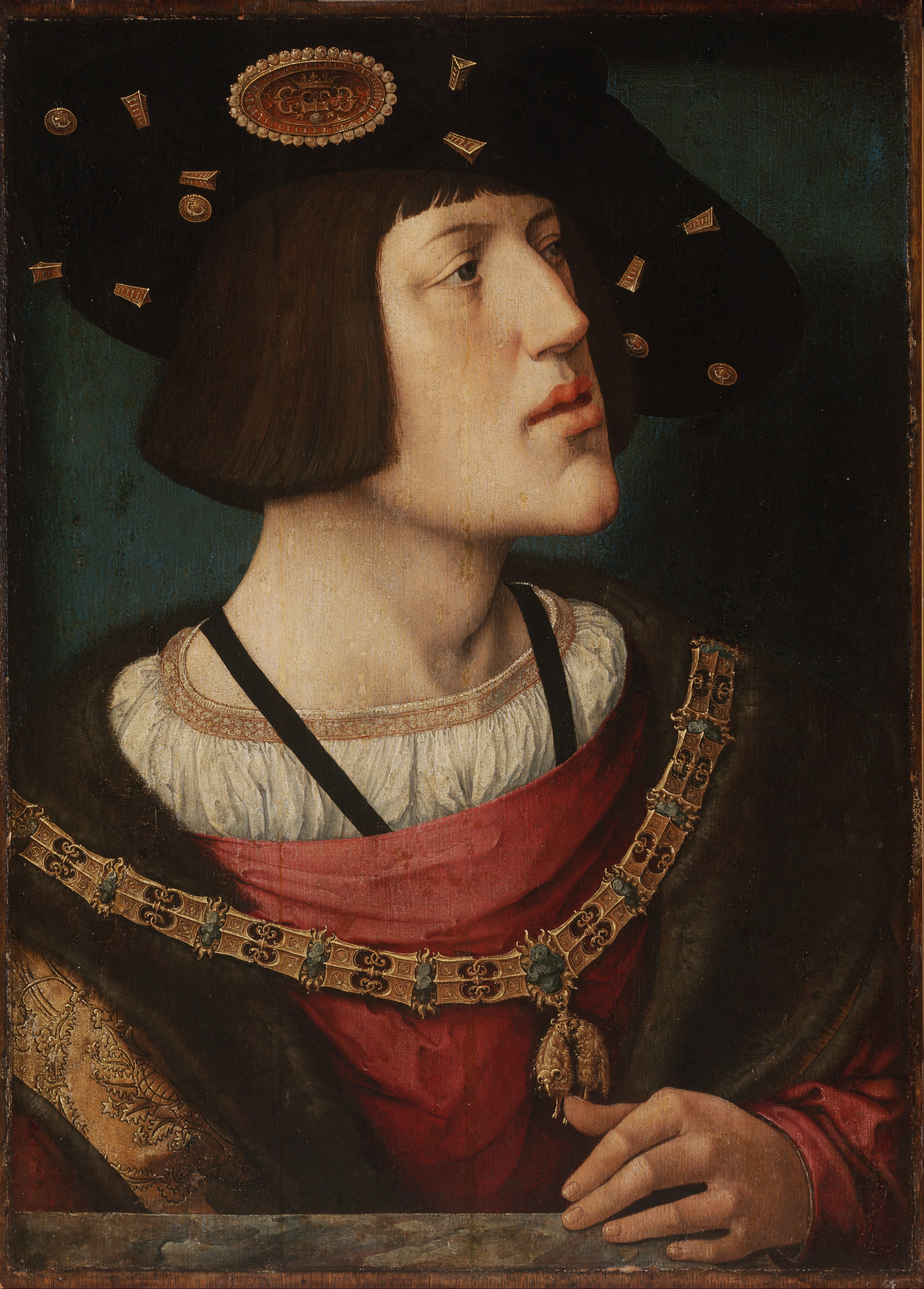
Keizer Karel V met een keten van de orde op een portret van Orley.

In de Bul Praeclarae devotionis sinceritas van 8 december 1516 werd de Orde erkend door de paus Leo X. De orde geniet pauselijke privileges. Een van de voorrechten van de ridders in deze orde is dat zij van de paus het recht kregen om in hun huishouding en ongeacht een interdict bijvoorbeeld in hun slaapkamer een mis te laten opdragen; het recht op een "Altare portabile". Dit voorrecht delen zij met hoge geestelijken en katholieke vooraanstaande vorsten. De vliesridders werden ook vrijgesteld van veel van de verplichtingen rond de vastentijd. De echtgenotes en dochters van de vliesridders mogen alle kloosters, ook die met de strengste afgescheidenheid, betreden, maar daar niet overnachten. De Bul noemt biechtprivileges en rechten om - met terughoudendheid - van de gangbare tijdstippen voor het lezen van de mis af te wijken. De vliesridders kunnen  aflaten, die verbonden zijn aan een pelgrimstocht naar een graf van een apostel zoals een bedevaart naar Santiago de Compostella, verkrijgen door op één dag twee of drie altaren te bezoeken.  Het bijwonen van een door de grootmeester voorgezeten kapittel van de orde levert een volle aflaat op. De pausen zijn door de grootmeesters van de orde betrokken bij het formuleren en bevestigen van de statuten. De Bul keurde de uitbreiding tot 51 leden goed en sloot de protestanten uit van lidmaatschap. De pauselijke privileges, toegekend door de bul van paus Leo X, tonen aan dat deze ridderorde niet alleen een staatsrechtelijk lichaam was maar ook als een religieuze gemeenschap werd beschouwd. De vergaderingen moesten plaats hebben in een kerk, waarbij de leden van de orde een gereserveerde plaats hadden in het koorgestoelte – plaatsen anders voorbehouden aan de clerus. Hierdoor vindt men in verschillende kerken de wapenschilden van de ridders van de Orde in het koorgestoelte (Gent, Brugge, Mechelen, Barcelona en Den Haag). De bul van paus Leo X, waarbij de stichting van de orde werd bevestigd door de paus, is voor de orde erg belangrijk. De bul bevindt zich sinds 1934 in het Haus-, Hof- und Staatsarchiv in Wenen. De Bul plaatst de orde in de invloedssfeer van het kerkelijk recht en de rechtsmacht van de pausen.
Paus Clemens XI breidde de al uitgebreide aflaten van de orde in 1712 en 1713 nog verder uit. Paus Pius X heeft het privilege van het Altare portabile in een Breve van 10 februari 1913 nog eens bevestigd. Volgens kerkrechtsgeleerde Franz Xaver Brandmayr gelden alle aflaten en privileges nog steeds. Ze zijn in de steeds aangevulde Stiftbrief van de orde opgesomd.

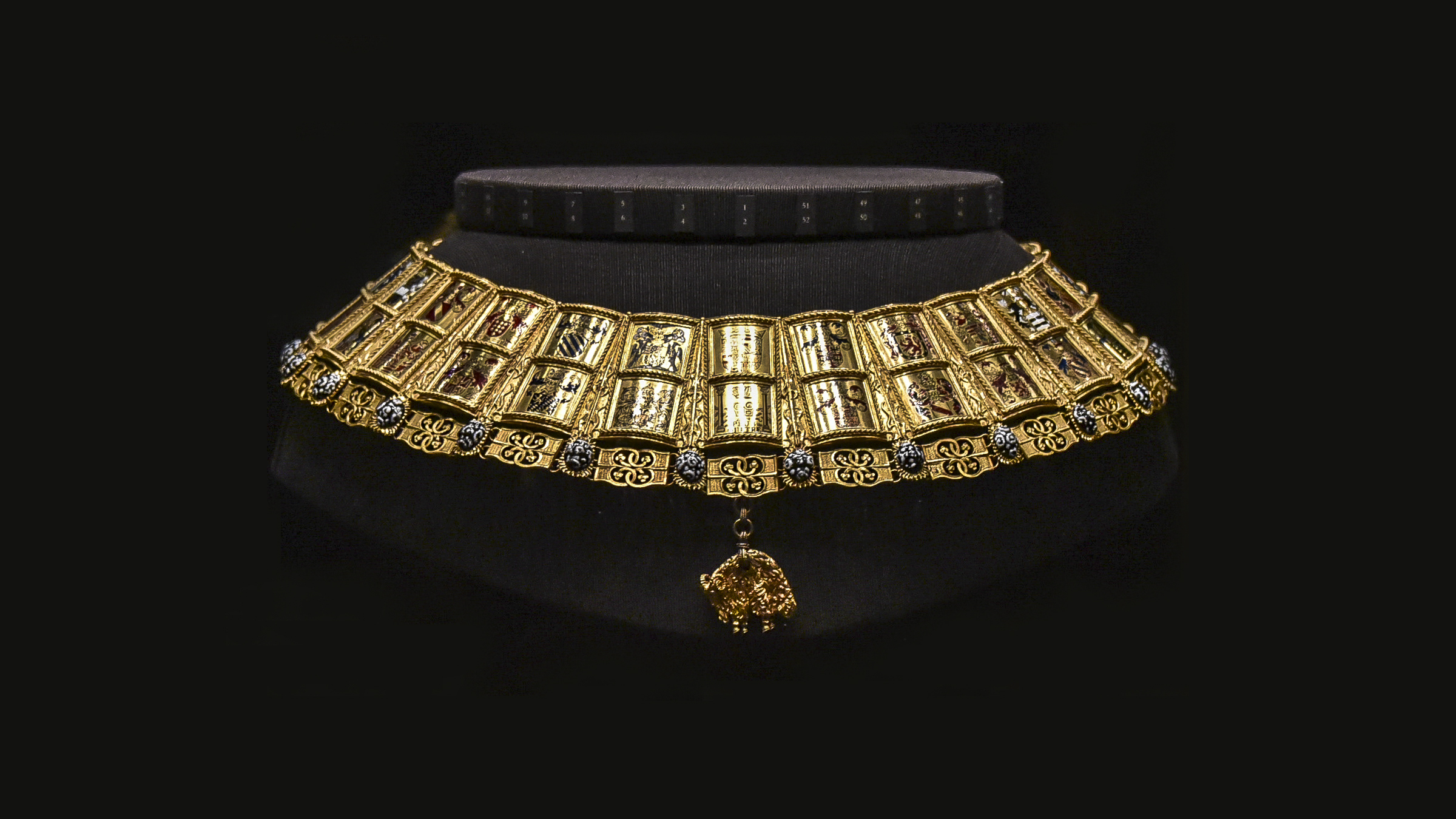
Keten van een heraut van de Orde van het Gulden Vlies

De motto's van de Orde van het Gulden Vlies zijn "Pretium Laborum" en "Non Vile" oftewel "Beloning voor werk" en "niet te koop". Op de keerzijde staat "Non Aliud", de Latijnse vertaling van het Franse "Autre n'auray". Dit "Ik begeer geen andere" slaat op het exclusiviteitsprincipe van de orde. Oorspronkelijk werden de ridders namelijk geacht geen andere orde, en vooral geen andere grootmeester, aan te nemen.
Karel V († 1558) was het vijfde soeverein hoofd, tevens derde uit het Huis Habsburg, en heeft viermaal een kapittel uitgeroepen. De eerste maal was het achttiende kapittel in oktober 1516 dat plaatsvond in de Sint-Goedelekathedraal te Brussel met 25 benoemingen. Daarna volgde in 1519 het negentiende te Barcelona met 14 benoemingen, het twintigste in 1531 te Doornik met 24 benoemingen, en het eenentwintigste in 1546 en tevens laatste te Utrecht met 22 benoemingen, en waar Karel de titel van grootmeester na liet aan zijn zoon Filips II. Maar ook Karels broer, Ferdinand, die na de abdicatie van Karel V keizer werd, eigende zich het recht toe om ridders in deze orde te benoemen.
De vliesridders waren niet onderworpen aan de wereldlijke rechtsmacht, maar aan het eigen gerecht van de orde. Tijdens de regering van Filips II werd deze bepaling genegeerd. De veroordeling in 1568 door de Bloedraad en de daaropvolgende terechtstelling van de graven van Egmond en Hoorne, beiden ridder van het Gulden Vlies en dus onschendbaar, was immers in strijd met deze bepalingen. Er werden in de daaropvolgende jaren geen kapittelvergaderingen meer gehouden om koning Filips II de schande te besparen hiervoor ter verantwoording geroepen te worden. De gerechtelijke moord op de twee vliesridders belandde in de doofpot.

### Splitsing in de Oostenrijkse en Spaanse Orde van het Gulden Vlies

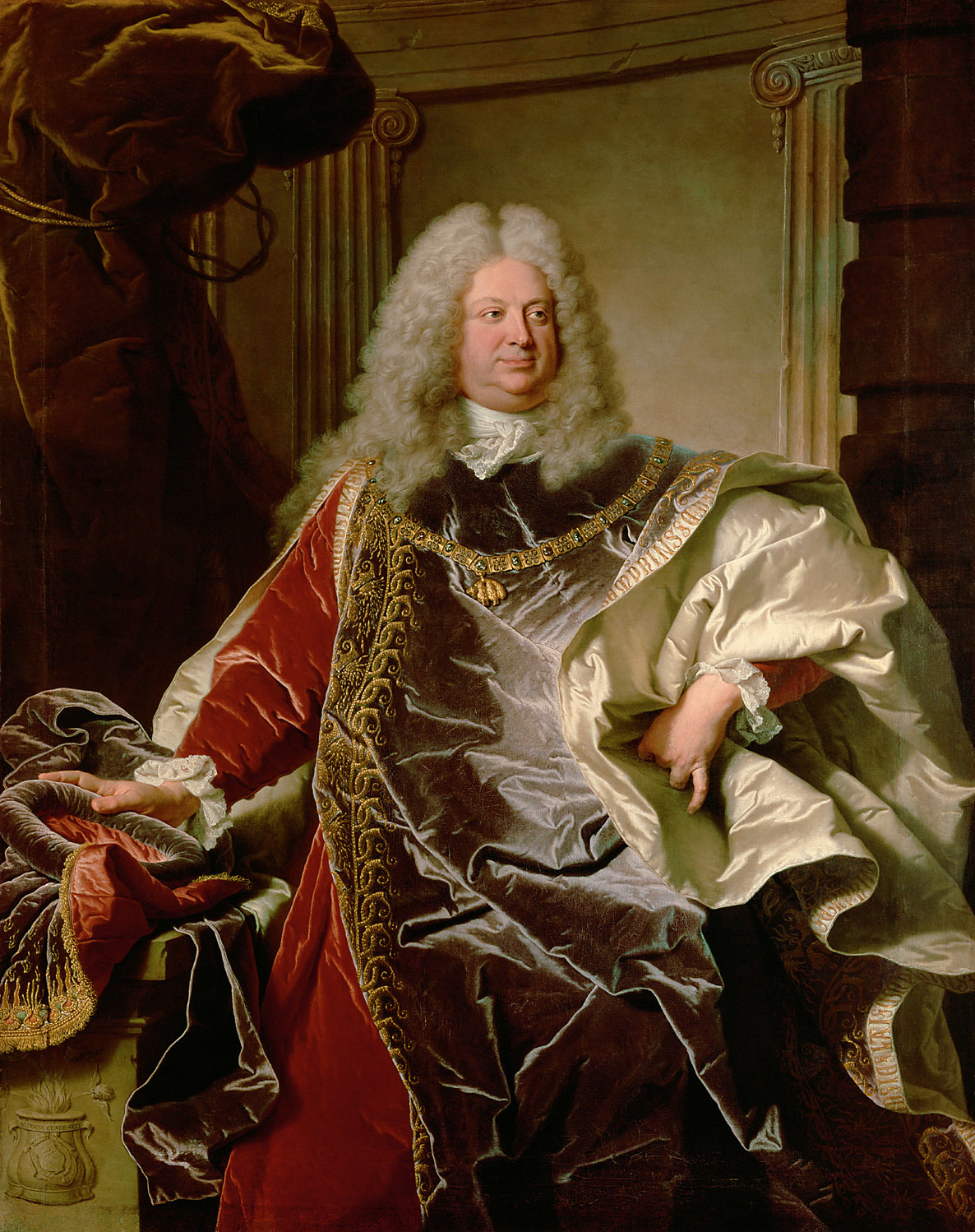
Graaf Philipp von Sinzendorf in de ordekledij van het Gulden Vlies; Hyacinthe Rigaud

Toen Karel II van Spanje op 1 november 1700 kinderloos stierf, en het Huis Habsburg in de Spaanse tak daarmee uitstierf, kwam daarover een diepgaand geschil. Filips V van Spanje, kleinzoon van Lodewijk XIV van Frankrijk, uit het Huis Bourbon, die in 1700 koning van Spanje werd, trad als universeel erfgenaam van zijn oudoom in al diens rechten en hij nam ook de positie van "chef en souverein" van de Orde van het Gulden Vlies op zich. Voor de Duitse keizer, de Habsburger keizer Leopold I was het testament van zijn Spaanse verwant onaanvaardbaar. De orde werd tussen 1555 en 1701 min of meer gedeeld door de twee Habsburgse heersers. De Spaanse koning was chef en soeverein, de Oostenrijks-Duitse Habsburgse heerser deed voordrachten en vulde gewoontegetrouw een derde van de rijen der ridders. Op grond van artikel 65 van de statuten kon het bezit van de orde alleen in de vrouwelijke lijn op Filips van Bourbon vererven wanneer er in het Huis Habsburg geen mannelijke afstammelingen in directe lijn meer waren. Keizer Leopold I was wel degelijk zo'n afstammeling.
In 1701 en 1702 erkenden de elf Zuid-Nederlandse vliesridders Filips als hun meester. Filips beschikte ook over de archieven en de kostbare schat van de orde die in Brussel werd bewaard.
De Spaanse Successieoorlog in 1702-1713 die uitbrak tussen Oostenrijk en zijn bondgenoten Engeland en Nederland enerzijds en Frankrijk, Beieren en Spanje anderzijds, ging in eerste instantie over territoria. Pas in 1703 maakte de tot koning Karel III van Spanje uitgeroepen aartshertog Karel van Oostenrijk, de jongste zoon van Leopold, aanspraak op de positie van chef en soeverein van de Orde van het Gulden Vlies. Drieëndertig vliesridders erkenden Karel en werden daarop door Filips uit de orde gezet. De Oostenrijkers gaven daarmee te kennen dat zij de orde als deel van de aanspraken van de Spaanse koning of die van de heerser over de Zuidelijke Nederlanden zagen. Hadden zij de soevereiniteit over de orde verbonden aan de erfopvolging binnen het Huis Habsburg dan was niet aartshertog Karel, maar zijn vader keizer Leopold I de pretendent geweest.
Toen Leopold I op 5 mei 1705 stierf, werd aartshertog Jozef de nieuwe Habsburgse heerser. Jozef regeerde tot 17 april 1711 en maakte geen aansprak op de soevereiniteit over de Orde van het Gulden Vlies. Aartshertog Karel, als koning van Spanje, benoemde pas in november 1707 eerst een schatmeester en een wapenkoning.
Na de dood van zijn broer en zijn verkiezing tot keizer van het Heilige Roomse Rijk op 12 oktober 1711 liet Karel VI zich tot chef en soeverein van het Gulden Vlies uitroepen op 8 januari 1712 en benoemde op 9 januari 1712 21 nieuwe ridders. Bij de Vrede van Utrecht in 1713 konden Spanje en Oostenrijk het niet eens worden over de aanspraken op de orde. De partijen kwamen wel overeen dat de Zuidelijke Nederlanden Oostenrijks werden en dat de ordeschat in Brussel met het gebied in Oostenrijkse handen zou vallen. In de instructie aan de Oostenrijkse gezant graaf Windischgrätz stipuleerde Wenen dat de Orde van het Gulden Vlies alleen maar aan de Spaanse koningen had toebehoord omdat de Habsburgers, de heren der Nederlanden en de oudste erfgenamen van Maria van Bourgondië waren geweest. Deze redenering steunt op art. 65 van de statuten van de Orde van het Gulden Vlies.
In 1721 protesteerde keizer Karel VI in Londen tegen de benoeming van de vliesridders door Filips. Op 30 april en 1 mei 1725 kwamen de diplomaten in Kamerijk tot een werkzame oplossing. De beide vorsten, Karel en Filips, zouden beiden alle titels blijven voeren die zij al voerden. Daarbij behoorde in beide gevallen de aanspraak "chef en souverein" van de Orde van het Gulden Vlies te zijn.
In 1740 stierf Karel VI zonder een zoon na te laten. Dit leidde tot de Oostenrijkse Successieoorlog (1740-1748). Door de Pragmatieke Sanctie van 1713 probeerde Karel de Europese machten te overtuigen de opvolging door zijn oudste dochter Maria Theresia als soeverein te aanvaarden in zijn landen. De Sanctie ging echter niet in op de aanspraken op de soevereiniteit over de Orde van het Gulden Vlies. De Spaanse monarch Filips V zag zijn kans schoon om te protesteren tegen het aantreden van Franz Stephan van Lotharingen, schoonzoon van de keizer, man van Maria Theresa, als de nieuwe chef en soeverein. Franz Stephan werd in 1742 als zodanig geïnstalleerd.
In 1748 eindigde de Oostenrijkse Successieoorlog en tijdens onderhandelingen, die in de slordig geformuleerde Vrede van Aken resulteerden, was Maria Theresia bereid om akkoord te gaan met een wederzijdse erkenning van de in Wenen en Madrid benoemde vliesridders. Maar in het uiteindelijke document werd de Orde van het Gulden Vlies niet genoemd. Het compromis was voor Spanje niet aanvaardbaar. In 1752 werden de aanspraken op het Gulden Vlies nogmaals aan de onderhandelingstafel van de Vrede van Aranjuez besproken. Dit was de laatste maal dat de Orde onderwerp was van internationale onderhandelingen.

### Franse Revolutie
De schat van de orde was eeuwenlang in Brussel bewaard, maar moest in 1794 voor de oprukkende Franse troepen worden gered. De schat werd in Wenen ondergebracht.
Karel IV van Spanje nam in 1805 Napoleon Bonaparte, Jozef Bonaparte en Lodewijk Napoleon Bonaparte, koning van Holland, op in het Spaanse Gulden Vlies.
Jozef Bonaparte, Napoleons oudere broer, zag zich als koning van Spanje (1808-1813) als Grootmeester van deze orde. Hij verleende het Gulden Vlies aan zijn broer Jérôme Bonaparte. Hij benoemde ook vijf Spanjaarden in de orde: Manuel José de Negrete, hertog van Campo Alange; Diego López Pacheco, hertog van Frías; Carlo-Canuto-Sebastiano Ferrero Fieschi, príns van Masserano; Gonzalo O’Farrill en Miguel de la Grúa Talamanca, markies van Branciforte.
Keizer Napoleon heeft op zijn beurt een Orde van de Drie Gulden Vliezen willen instellen. De keuze van de naam van deze orde wees erop dat hij een derde orde wilde instellen, hoger in rang dan de Spaanse of Oostenrijkse tak. Deze orde is niet tot bloei gekomen door protest van het Legioen van Eer, dat niet op de tweede plaats wilde komen.
In 1815 speelde koning Willem I der Nederlanden met de gedachte om het Gulden Vlies in zijn rijk, dat grotendeels de landen van de Bourgondische hertogen omvatte, als een Nederlandse tak van de Orde in te stellen. Daar kwam niets van, waarschijnlijk omdat 's konings oudste zoon al ridder in de Spaanse orde was. Nederland zou daarmee ook de Habsburgers voor het hoofd hebben gestoten.

### Negentiende en twintigste eeuw

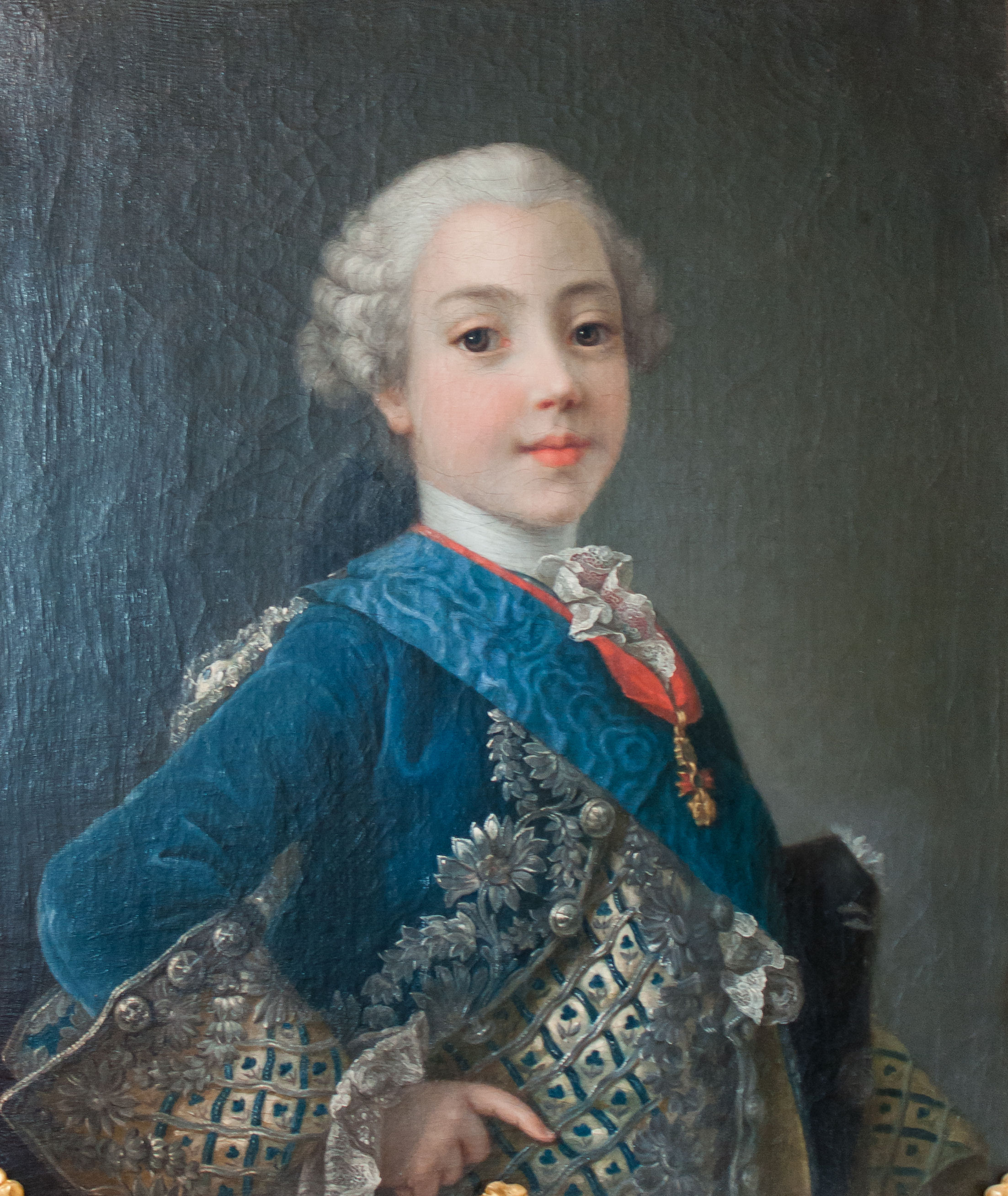
De graaf van Artois, Karel X van Frankrijk met het Gulden Vlies. Na 1700 droegen de Franse en Spaanse Bourbons de versierselen van de Orde van het Gulden Vlies en de Orde van de Heilige Geest als teken van de verbondenheid van het Huis Bourbon.

Na de restauratie van  de monarchie in Spanje met Ferdinand VII van Spanje (Spaanse huis Bourbon) in 1813 zag men de Spaanse tak van de Orde van het Gulden Vlies als een civiele ridderorde die ook kon worden verleend aan protestanten zoals hertog Arthur Wellesley van Wellington en koning George IV van het Verenigd Koninkrijk. In 1814 volgde de prins van Oranje, de latere koning Willem II der Nederlanden en in 1816 koning Willem I. De latere koning Willem III werd in 1842 ridder en zijn zoon de prins van Oranje in 1863. In 1924 werd ook prins Hendrik, echtgenoot van koningin Wilhelmina der Nederlanden, ridder van het Gulden Vlies. De protestantse koning Leopold I van België werd in 1835 in het Spaanse Gulden Vlies opgenomen. Al deze protestantse vorsten konden niet toetreden tot het Oostenrijkse Gulden Vlies.
De Oostenrijkse tak van de orde bleef steeds het exclusieve bezit van het hoofd van het Huis Habsburg en houdt zich, tot op heden, aan de oude statuten. De laatste Oostenrijkse keizer, Karel I, nam in 1918 de kostbare gouden ordetekenen mee in ballingschap en gaf ze in bewaring aan zijn Zwitserse advocaat. Deze verduisterde het goud en verdween. De "Ordensschatz" bleef achter in Wenen. De belangrijkste stukken worden bewaard in de "Weltliche Schatzkammer" in het Kunsthistorisches Museum in Wenen, waaronder het "Schwurkreuz", het kruis waarop pasbenoemde ridders de eed aflegden.
De Oostenrijkse tak is eeuwenlang geregeld in kapittel bijeengekomen en ook nu nog vinden plechtige bijeenkomsten van de orde plaats. Karel van Habsburg-Lotharingen is "hoofd en soeverein" van de orde. Koning Filips VI is "soeverein".

## Karakteristieken

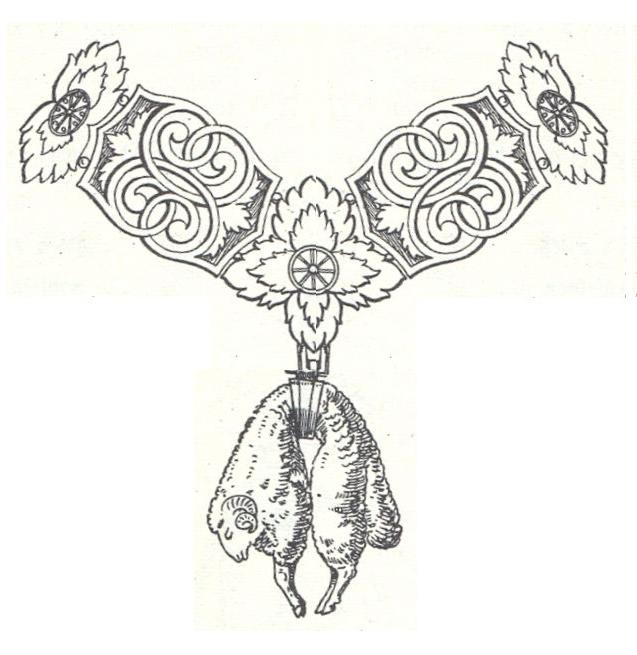
Spaans Gulden Vlies volgens Maximilian Gritzner

### Spaanse tak
De Spaanse koning heeft tijdens het moderniseren van de monarchie en de ontwikkeling van het constitutionele koningschap in de 19e eeuw concessies moeten doen waar het zijn invloed op het decoratiestelsel betreft. De Spaanse regering heeft net als andere Europese regeringen de zeggenschap en ministeriële verantwoordelijkheid over de Spaanse orden verkregen. Toch bezit de Orde van het Gulden Vlies in Spanje karakteristieken van een huisorde van de Spaanse Bourbons. De koning en de prinsen van het Huis Bourbon, ook in de tak Bourbon-Beide Siciliën, werden en worden veelal Spaanse vliesridders.
De benoemingen in de Orde door Napoleon op de Spaanse troon gezette Jozef Bonaparte werden geschrapt na zijn verdrijving en de restauratie van de Bourbons.

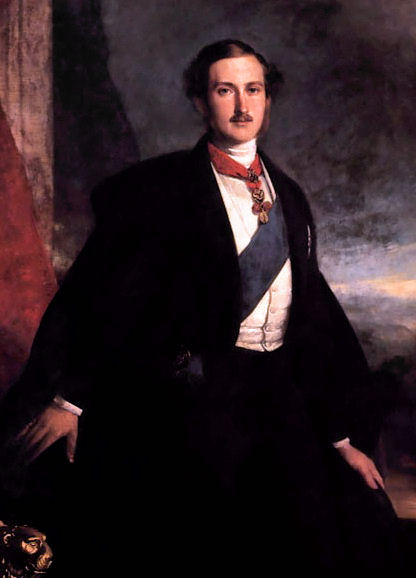
De Britse prins-gemaal Albert draagt op dit portret zijn Spaanse Gulden Vlies aan een lint om de hals.

De benoeming van de protestantse hertog van Wellington was een doorbraak. Voor het eerst werd een protestant vliesridder. Daarna werd de orde van het Gulden Vlies in Spanje meer en meer een orde van verdienste die aan politici en zelfs aan niet-christenen zoals de keizer van Japan werd verleend. De plechtigheden van de orde zijn sinds de 19e eeuw vervallen.
Koningin Isabella II van Spanje was als Spaans staatshoofd (1833-1868) het enige vrouwelijke hoofd van de Orde van het Gulden Vlies. Na haar val, tijdens de Eerste Spaanse Republiek, werd de president geacht grootmeester van de Spaanse orden, waaronder de tot de staatsorden gerekende Orde van het Gulden Vlies, te zijn. De verkozen koning Amadeus I van Spanje uit het Huis Savoye was, als Spaans staatshoofd, van 1870 tot 1873 ook grootmeester en chef van de Orde van het Gulden Vlies. Hij benoemde enige ridders. In 1873 werd de monarchie hersteld. Alfons XII van Spanje en Alfons XII van Spanje waren grootmeester van de Orde van het Gulden Vlies.
Na de abdicatie van koning Alfons XIII, tijdens de Tweede Spaanse Republiek en het regentschap van Franco beschouwden de verbannen koning Alfons XIII en zijn van de troon geweerde zoon Juan de Borbón, zich als grootmeester en chef van de Orde van het Gulden Vlies en de Orde als een huisorde. Zij waren zeer terughoudend met vijf benoemingen die, afgezien van koning Boudewijn der Belgen, alleen in familiekring plaatsvonden.
Toenmalige koning Juan Carlos I van Spanje werd pas in 1977, twee jaar nadat hij in plaats van zijn vader de troon besteeg, door zijn vader als opvolger in al diens rechten en aanspraken erkend. Het hangt van de opvatting over legitimisme en de aanspraak van de Spaanse staat op de Orde van het Gulden Vlies af of men Juan Carlos vanaf 1975 of 1977 grootmeester en chef van de Orde van het Gulden Vlies laat zijn. Juan Carlos heeft sinds 1977 vijftien ridders benoemd. De Spaanse koning verleende de Orde van het Gulden Vlies de afgelopen jaren aan vooraanstaande Spaanse edelen, goede vrienden en bevriende staatshoofden. Daaronder is prinses Beatrix der Nederlanden die in 1985 toetrad, zij was de tweede vrouw die de keten van de Orde van het Gulden Vlies droeg. De eerste vrouw was Isabella II van Spanje (1830-1904). Keizer Akihito van Japan liet de zware gouden keten in zijn Madrileense hotelkamer liggen. De keten, die bij het overlijden van een ridder terug moet worden gebracht naar Spanje, is sindsdien zoek.
Koning Filips VI draagt een miniatuur van het juweel aan een smal rood lint om de hals. Het Gulden Vlies zelf is slanker dan de Oostenrijkse variant van het Gulden Vlies, de pootjes van het ramsvel komen bijna bij elkaar. Op 30 januari 2018 verleende de huidige Spaanse koning de orde aan zijn oudste dochter de kroonprinses.

### Oostenrijkse tak

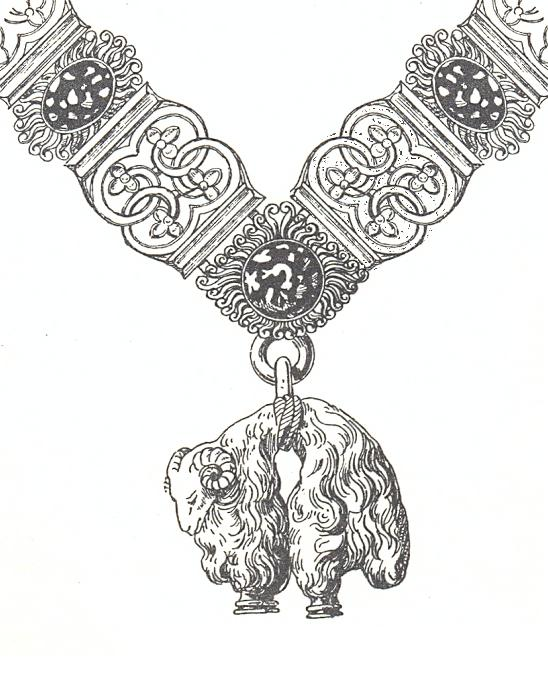
Oostenrijks Gulden Vlies volgens Maximilian Gritzner

Anders dan in Spanje is het Gulden Vlies in Oostenrijk en ook na de val van de monarchie steeds een los van de staat staand instituut gebleven. De orde werd door Oostenrijk na de Eerste Wereldoorlog dankzij de inspanningen van kanselier Arthur Polzer-Hoditz en de vliesridder en interim-kanselier Maximiliaan van Hohenberg (1902-1962) als instituut en rechtspersoon in het internationale recht erkend.
Koning George IV van het Verenigd Koninkrijk werd in juni 1814 met het Gulden Vlies gedecoreerd. Toch werd deze protestantse vorst nooit werkelijk vliesridder omdat hij als niet-katholiek niet tot de eedaflegging kon worden toegelaten. De 880e vliesridder wordt in de "liste nominale" beschreven als ontvanger van de versierselen "à titre honoraire et sans être admis au serment". De orde bleef steeds het karakter houden van een persoonlijke band tussen de chef van het Huis Habsburg en de ridders, vrijwel zonder uitzondering Hongaarse magnaten en machtige edelen uit Bohemen, Italië en Oostenrijk.

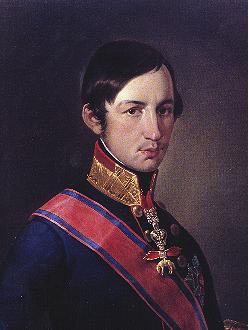
Frans V van Modena droeg zijn Oostenrijkse Gulden Vlies om de hals.

Frans-Jozef (1848-1916) vond de ceremoniën en de rijke ordekleding niet meer bij zijn tijd passen. Zo werden de kapittels, de missen en de plechtige installatie na 1852 achterwege gelaten. Ook het dragen van de beroemde potence met de wapens van de ridders en de beëdiging van de kanselier vervielen. De ridders werden, net als de ridders van de andere orden, wél bij de plechtige jaarlijkse processie op sacramentsdag verwacht. Daar droegen zij hun militaire- of hofuniformen. De vliesridders hoefden geen adelsproef te leveren. Dat was gezien de beperkte en hoog aristocratische kring van de Orde ook overbodig. Het was gebruikelijk om een speciale kleine keten van het Gulden Vlies in de wieg van de zonen van de keizer te leggen. Andere aartshertogen werden rond hun 16e of 18e verjaardag in de orde opgenomen, maar het initiatief daarvoor berustte bij de keizer die daar soms van afweek. Het Gulden Vlies bleef ondanks deze versobering hoog in aanzien en de keizers hebben de orde als instrument gebruikt om de hoge adel en ook buitenlandse staatshoofden aan zich te binden.
De bijzondere vertrouwensband met de hoge adel werd verbroken door de Oostenrijks-Hongaarse minister van Buitenlandse Zaken, graaf Ottokar Czernin von und zu Chudenitz. De politicus werd op 16 augustus 1917 in de Orde van het Gulden Vlies opgenomen. Keizer Karel heeft zijn minister van Buitenlandse Zaken op deze wijze aan zich willen binden met een band, die tussen vliesridder enerzijds en soeverein en chef anderzijds, die de kille politieke en staatsrechtelijke band te boven ging. Graaf Czernin-Chudenitz heeft zijn meester en diens op vrede gerichte geheime diplomatie tijdens de Sixtus-affaire desondanks verraden. Het was een op keizer Karels sterfbed uitgesproken wens dat Czernin-Chudenitz uit de orde gezet zou worden, een wens die zijn zoon Otto van Habsburg op 29 november 1996 vervulde.
Na de val van de monarchie in 1918 kreeg het Gulden Vlies in de Oostenrijkse obediëntie een steeds meer religieus karakter. Chef en grootmeester aartshertog Karel van Habsburg spreekt in dit verband over "tijdloze religieuze wereldbeelden, ridderlijke deugden, respect voor de katholieke Kerk en in het bijzonder de verering van Maria" Voorwoord uit het boek Das Haus Österreich und der Orden vom Goldenen Vlies uit 2007: "De ridders werden in de kapel van Steenokkerzeel in kapittels bijeen geroepen, droegen daar eenvoudige zwarte mantels met daarover de gouden keten en voerden de oude rituelen van de orde weer uit. Daarbij werden zij bijgestaan door de officieren van de orde." De schat en het archief werden met veel moeite voor de orde bewaard.
Tijdens een kapittel wordt het laat-middeleeuwse gouden eedkruis ("Schwurkreuz") gebruikt. De ridders offeren munten en kaarsen. Voor de overleden ridders, vertegenwoordigd door een "tumba", een tafel met daarop de keten en het wapen van de overledene, wordt gebeden. De ridders luisteren ook naar een preek. De bijeenkomst op St. Andreasdag vindt tegenwoordig jaarlijks plaats. De afgelopen jaren gebeurde dat in beslotenheid in de Abdij van Heiligenkreuz in Oostenrijk. Celebranten waren jarenlang Gregor Henckel Donnersmarck O. Cist. en abt Bruno Platter, de Hochmeister van de Duitse Orde.

## Versierselen

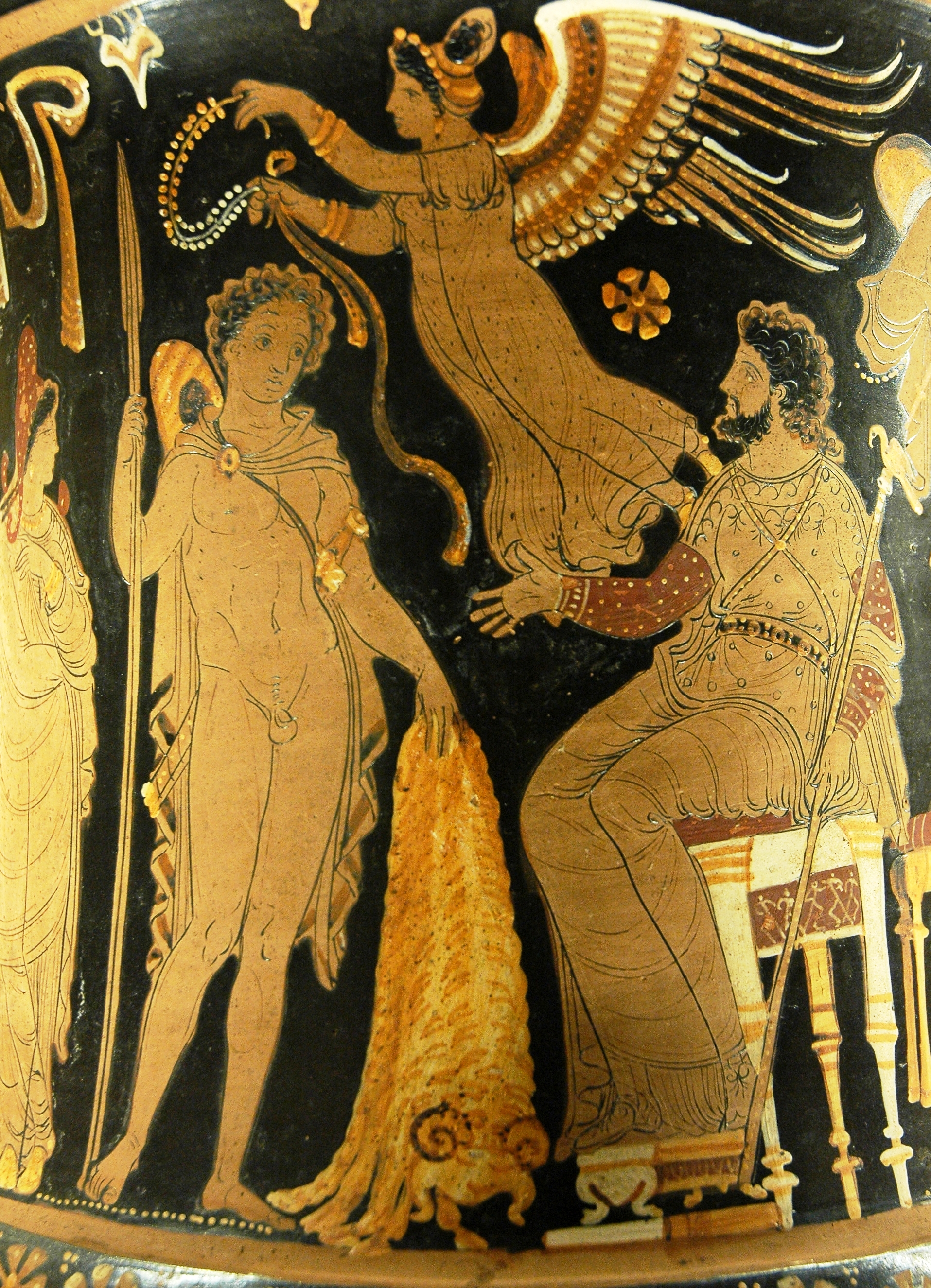
Jason brengt koning Pelias het Gulden Vlies

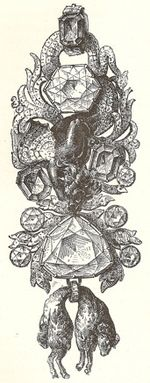
Versiersel van het Gulden Vlies met de Grote Blauwe Diamant van de Franse kroonjuwelen, de latere Hope diamant

Het symbool van de orde is een kleine gouden ramsvacht met kop en poten, door een ring gehaald, hangend aan een gouden keten, waarvan de 52 schakels het Bourgondische vuurslagmotief vertonen. De naam van de orde verwijst waarschijnlijk naar de Griekse mythologie. Een gulden vlies komt voor in de sage van Jason en de Argonauten die het Gulden Vlies moesten bemachtigen, een gouden ramsvacht. Het is onduidelijk waarom Filips de Goede niet voor een meer gebruikelijk Bijbels thema of voor een heilige koos toen hij de naam en het kleinood van zijn ridderorde vaststelde. Er zijn achteraf meerdere verklaringen gegeven. Het Gulden Vlies zou suggereren dat de Bourgondische dynastie afstamde van de Trojanen en er is, eveneens achteraf, ook een Bijbelse verwijzing gevonden in het Oude Testament.
De eerste kanselier van de Orde, Jean Germain, bisschop van Chalons, verwees namelijk naar Richteren 6:37, waar Gideon een ramshuid op de grond moest leggen en de daarop verzamelde dauw een teken van God betekende voor zijn uitverkiezing. Deze passage wordt gelezen als een aankondiging van de geboorte van Christus. De tweede kanselier, Willem Fillastre de Jonge, verwees naar de vijf andere ramshuiden waarvan in het Oude Testament sprake is. Een andere, meer politieke, verklaring voor deze naam is het feit dat Filips de Goede (Jason) zijn belangrijkste leenmannen (de Argonauten) in een klein gezelschap plaatste waardoor deze zich belangrijker voelden dan de andere leenmannen, die niet in de orde zaten. Zo voorkwam Filips de Goede dat zijn leenmannen in opstand kwamen en hield hij de personele unie bij elkaar.
In de 15e eeuw werd het Gulden Vlies aan een zware keten van geschakelde vuurslagen gedragen. De ridders werden geacht hun keten altijd te dragen. Omdat dat onpraktisch was, stond Karel V hen in 1516 toe om ook een lichtere keten of een zijden band te gebruiken. In de 16e eeuw koos men bij minder formele gelegenheden voor lichtere ketenen van kleine ronde schakels.
In de 18e eeuw werd het Gulden Vlies steeds vaker samen met de vuurslag en een steen met geëmailleerde vlammen aan een rood lint om de hals of op de borst gedragen. Deze draagwijze werd al snel de norm aan de Europese hoven, en de keten en de habijt raakten in onbruik. De keten werd alleen nog bij de verlening gebruikt. Op de blauwe gesp van het halssieraad stond nu "PRETIVUM LABORVM" en "NON VILE" geschreven wat "als beloning voor prestaties" en "niet te koop" betekent. De adelsgemeenschap was nu ook een "orde van verdienste" geworden. In de 18e eeuw werden de halssieraden, die privébezit waren en niet zoals de keten na de dood van een ridder teruggegeven moesten worden, vaak in strijd met het reglement met diamanten en robijnen versierd.
De door Filips de Goede ingevoerde ordekleding bestond uit een rode mantel. De hoofdbedekking was in de eerste jaren niet uniform, maar Karel de Stoute verordende een rode "chaperon", een baret met een lange huik. Er was ook een zwart rouwgewaad. In de late 18e en vroege 19e eeuw raakte het ornaat in onbruik. De vroege 19e eeuw zag een korte opleving van het gebruik, maar na 1830 werd het kostuum ook aan het Weense hof niet meer gezien. Er waren geen investuren en feestelijke maaltijden meer en alleen de Oostenrijkse Keizers lieten zich nog in de mantel afbeelden.

## Lijst van chefs en soevereinen van de Orde van het Gulden Vlies
| 1. Filips de Goede 1430 - 1467 2. Karel de Stoute 1467 - 1477 3. Keizer Maximiliaan I 1477 - 1485 4. Filips de Schone 1485 - 1506 5. Karel V van Duitsland 1506 - 1555 6. Filips II van Spanje 1555 -1598 7. Filips III van Spanje 1598 - 1621 8. Filips IV van Spanje 1621 - 1665 9. Karel II van Spanje 1665 - 1700                                                              | | | |
| Oostenrijkse Orde | Spaanse Orde | Spaanse Orde | Spaanse Orde |
| 1. Keizer Karel VI, koning van Spanje 1700 - 1740 2. Keizer Frans I 1740 - 1765 3. Keizer Jozef II 1765 - 1790 4. Keizer Leopold II 1790 - 1792 5. Keizer Frans II 1792 - 1835 6. Ferdinand I van Oostenrijk 1835 -1848 7. Frans Jozef I van Oostenrijk 1848 -1916 8. Karel I van Oostenrijk 1916 - 1922 9. Otto van Habsburg 1930 - 2000 10. Karel van Habsburg-Lotharingen 2000- | 1. Filips V van Spanje 1700 - 1724 en 1724 - 1746 2. Lodewijk I van Spanje 1724 3. Ferdinand VI van Spanje 1724 - 1759 4. Karel III van Spanje 1759 - 1788 5. Karel IV van Spanje 1788 - 1808 6. Ferdinand VII van Spanje 19 maart - 6 mei 1808 en 1814 - 1833 7. Jozef Bonaparte 1808 - 1813                                     | 1. Filips V van Spanje 1700 - 1724 en 1724 - 1746 2. Lodewijk I van Spanje 1724 3. Ferdinand VI van Spanje 1724 - 1759 4. Karel III van Spanje 1759 - 1788 5. Karel IV van Spanje 1788 - 1808 6. Ferdinand VII van Spanje 19 maart - 6 mei 1808 en 1814 - 1833 7. Jozef Bonaparte 1808 - 1813 | 1. Filips V van Spanje 1700 - 1724 en 1724 - 1746 2. Lodewijk I van Spanje 1724 3. Ferdinand VI van Spanje 1724 - 1759 4. Karel III van Spanje 1759 - 1788 5. Karel IV van Spanje 1788 - 1808 6. Ferdinand VII van Spanje 19 maart - 6 mei 1808 en 1814 - 1833 7. Jozef Bonaparte 1808 - 1813 |
| 1. Keizer Karel VI, koning van Spanje 1700 - 1740 2. Keizer Frans I 1740 - 1765 3. Keizer Jozef II 1765 - 1790 4. Keizer Leopold II 1790 - 1792 5. Keizer Frans II 1792 - 1835 6. Ferdinand I van Oostenrijk 1835 -1848 7. Frans Jozef I van Oostenrijk 1848 -1916 8. Karel I van Oostenrijk 1916 - 1922 9. Otto van Habsburg 1930 - 2000 10. Karel van Habsburg-Lotharingen 2000- | 1. Isabella II van Spanje 1833 - 1868 † 2. Luis González-Bravo y López de Arjona 1843 - 1844 en in 1868 3. Amadeus I van Spanje 1870 - 1872 4. Alfons XII van Spanje 1874 - 1885 5. Alfons XIII van Spanje 1886 - 1931 6. Juan de Bourbon 1931 - 1977 7. Juan Carlos I van Spanje 1977 - 2014 8. Filips VI van Spanje 2014 - .... | Carlisten | Carlisten |
| 1. Keizer Karel VI, koning van Spanje 1700 - 1740 2. Keizer Frans I 1740 - 1765 3. Keizer Jozef II 1765 - 1790 4. Keizer Leopold II 1790 - 1792 5. Keizer Frans II 1792 - 1835 6. Ferdinand I van Oostenrijk 1835 -1848 7. Frans Jozef I van Oostenrijk 1848 -1916 8. Karel I van Oostenrijk 1916 - 1922 9. Otto van Habsburg 1930 - 2000 10. Karel van Habsburg-Lotharingen 2000- | 1. Isabella II van Spanje 1833 - 1868 † 2. Luis González-Bravo y López de Arjona 1843 - 1844 en in 1868 3. Amadeus I van Spanje 1870 - 1872 4. Alfons XII van Spanje 1874 - 1885 5. Alfons XIII van Spanje 1886 - 1931 6. Juan de Bourbon 1931 - 1977 7. Juan Carlos I van Spanje 1977 - 2014 8. Filips VI van Spanje 2014 - .... | 1. Carlos María Isidro de Bourbon als Karel V van Spanje 1833 - 1845 2. Carlos Luis de Borbón als Karel VI van Spanje 1845 - 1860 3. Juan de Borbón (1822-1887) als Juan III van Spanje 1860 - 1868 4. Carlos María de los Dolores de Bourbon als Karel VII van Spanje 1868 - 1909 5. Jaime de Bourbon (1870-1931) als Jacobus III van Spanje 1909 - 1931 6. Alfonso Carlos de Bourbon als Alfons Karel I van Spanje 1931 - 1936 | |
| 1. Keizer Karel VI, koning van Spanje 1700 - 1740 2. Keizer Frans I 1740 - 1765 3. Keizer Jozef II 1765 - 1790 4. Keizer Leopold II 1790 - 1792 5. Keizer Frans II 1792 - 1835 6. Ferdinand I van Oostenrijk 1835 -1848 7. Frans Jozef I van Oostenrijk 1848 -1916 8. Karel I van Oostenrijk 1916 - 1922 9. Otto van Habsburg 1930 - 2000 10. Karel van Habsburg-Lotharingen 2000- | 1. Isabella II van Spanje 1833 - 1868 † 2. Luis González-Bravo y López de Arjona 1843 - 1844 en in 1868 3. Amadeus I van Spanje 1870 - 1872 4. Alfons XII van Spanje 1874 - 1885 5. Alfons XIII van Spanje 1886 - 1931 6. Juan de Bourbon 1931 - 1977 7. Juan Carlos I van Spanje 1977 - 2014 8. Filips VI van Spanje 2014 - .... | 1. Xavier van Bourbon-Parma als Xavier I van Spanje (sinds 1952) 1936 of 1952 - 1975 2. Carlos Hugo van Bourbon-Parma 1975 - 1979 en van 2003 tot 2010 3. Sixtus Hendrik van Bourbon-Parma als Hendrik V van Spanje en "standaarddrager van de traditie". 1975 - heden 4. Carlos de Bourbon de Parme in de ogen van sommige Carlisten Carlos Javier II van Spanje 2010 - heden                                                   | Carloctavisten |
| 1. Keizer Karel VI, koning van Spanje 1700 - 1740 2. Keizer Frans I 1740 - 1765 3. Keizer Jozef II 1765 - 1790 4. Keizer Leopold II 1790 - 1792 5. Keizer Frans II 1792 - 1835 6. Ferdinand I van Oostenrijk 1835 -1848 7. Frans Jozef I van Oostenrijk 1848 -1916 8. Karel I van Oostenrijk 1916 - 1922 9. Otto van Habsburg 1930 - 2000 10. Karel van Habsburg-Lotharingen 2000- | 1. Isabella II van Spanje 1833 - 1868 † 2. Luis González-Bravo y López de Arjona 1843 - 1844 en in 1868 3. Amadeus I van Spanje 1870 - 1872 4. Alfons XII van Spanje 1874 - 1885 5. Alfons XIII van Spanje 1886 - 1931 6. Juan de Bourbon 1931 - 1977 7. Juan Carlos I van Spanje 1977 - 2014 8. Filips VI van Spanje 2014 - .... | 1. Xavier van Bourbon-Parma als Xavier I van Spanje (sinds 1952) 1936 of 1952 - 1975 2. Carlos Hugo van Bourbon-Parma 1975 - 1979 en van 2003 tot 2010 3. Sixtus Hendrik van Bourbon-Parma als Hendrik V van Spanje en "standaarddrager van de traditie". 1975 - heden 4. Carlos de Bourbon de Parme in de ogen van sommige Carlisten Carlos Javier II van Spanje 2010 - heden                                                   | 1. Karel Pius van Oostenrijk-Toscane als Karel VIII van Spanje 1936 of 1943 - 1953 2. Leopold I van Oostenrijk-Toscane als Leopoldo I van Spanje 1953 - 1956 3. Karel van Oostenrijk-Toscane als Karel IX van Spanje 1953 / 1956-1961 4. Frans José van Oostenrijk-Toscane als Francisco José I van Spanje 1961-1975 5. Domingo van Oostenrijk-Toscane als Domingo I van Spanje 1975 - heden. Hij benoemde zes ridders |

† Haar oom Carlos María Isidro de Bourbon proclameerde zich in 1833 als Karel V van Spanje en liet de claim op de troon vanwege de carlisten aan zijn opvolger na.
Don Jaime van Bourbon heeft het Gulden Vlies in 1972 aan de Spaanse dictator Francisco Franco verleend. De doofstomme Spaanse prins, een zoon van Alfonso XIII van Spanje had als tweede zoon een claim op de Spaanse troon maar had daarvan in 1933 afstand gedaan. Later was hij daarop teruggekomen. 
Franco heeft het Gulden Vlies nooit gedragen.

## Kapittels
Op de stichtingsvergadering in 1430 in Brugge werd afgesproken om jaarlijks een kapittel van de orde te houden op Sint-Andriesdag (30 november). Omdat dit niet elk jaar bleek te lukken, werd in 1445 een driejarige cyclus ingesteld met 2 mei als nieuwe datum, maar ook dit ritme werd niet volgehouden. Uiteindelijk waren er hoofdzakelijk nog kapittels wanneer het ledental te sterk was geslonken.
| Nr.   | Datum            | Stad             | Kerk                              | Soeverein                                       | Uitsluitingen | Toetredingen | Ledental |
| ----- | ---------------- | ---------------- | --------------------------------- | ----------------------------------------------- | ------------- | ------------ | -------- |
| I     | 30 november 1431 | Rijsel           | Sint-Pieterskerk                  | Filips de Goede                                 | 1             | 2            | 25       |
| II    | 30 november 1432 | Brugge           | Sint-Donaaskerk                   | Filips de Goede                                 |               | 2            | 25       |
| III   | 30 november 1433 | Dijon            | Sainte-Chapelle                   | Filips de Goede                                 |               | 8            | 31       |
| IV    | 30 november 1435 | Brussel          | Sint-Michiels-en-Sint-Goedelekerk | Filips de Goede                                 |               |              | 31       |
| V     | 30 november 1436 | Rijsel           | Sint-Pieterskerk                  | Filips de Goede                                 |               |              | 31       |
| VI    | 30 november 1440 | Saint-Omer       | Sint-Bertinusabdij                | Filips de Goede                                 |               | 4            | 30       |
| VII   | 30 november 1445 | Gent             | Sint-Baafskerk                    | Filips de Goede                                 |               | 6            | 30       |
| VIII  | 2 mei 1451       | Bergen           | Sint-Waltrudiskerk                | Filips de Goede                                 |               | 6            | 31       |
| IX    | 2 mei 1456       | Den Haag         | Sint-Jacobskerk                   | Filips de Goede                                 |               | 4            | 30       |
| X     | 2 mei 1461       | Saint-Omer       | Sint-Bertinusabdij                | Filips de Goede                                 |               | 6            | 31       |
| XI    | 2 mei 1468       | Brugge           | Onze-Lieve-Vrouwekerk             | Karel de Stoute                                 | 1             | 8            | 31       |
| XII   | 2 mei 1473       | Valenciennes     | Sint-Pauluskerk                   | Karel de Stoute                                 |               | 7            | 31       |
| XIII  | 30 april 1478    | Brugge           | Sint-Salvatorkerk                 | Maximiliaan van Oostenrijk (regent van de orde) |               | 9            | 27       |
| XIV   | 6 mei 1481       | 's-Hertogenbosch | Sint-Janskerk                     | Maximiliaan van Oostenrijk                      | 5             | 8            | 29       |
| XV    | 24 mei 1491      | Mechelen         | Sint-Romboutskerk                 | Filips I van Castilië                           |               | 14           | 31       |
| XVI   | 17 januari 1501  | Brussel          | Karmelietenklooster               | Filips I van Castilië                           |               | 8            | 26       |
| XVII  | 17 november 1505 | Middelburg       | Onze-Lieve-Vrouwe-abdij (?)       | Filips I van Castilië                           |               | 10           | 31       |
| XVIII | oktober 1516     | Brussel          | Sint-Michiels-en-Sint-Goedelekerk | Karel I van Spanje                              |               | 25           | 42       |
| XIX   | 5–8 maart 1519   | Barcelona        | Heilig Kruiskathedraal            | Karel I van Spanje                              |               | 14           | 52       |
| XX    | 3 december 1531  | Doornik          | Onze-Lieve-Vrouwekathedraal       | Karel I van Spanje                              |               | 24           | 52       |
| XXI   | 2 januari 1546   | Utrecht          | Sint-Maartenskathedraal           | Karel I van Spanje                              |               | 22           | 52       |
| XXII  | 26 januari 1555  | Antwerpen        | Onze-Lieve-Vrouwekerk             | Filips II van Spanje                            |               | 19           | 55       |
| XXIII | 29 juli 1559     | Gent             | Sint-Baafskathedraal              | Filips II van Spanje                            |               | 9            | 47       |

## De claim van de carlisten

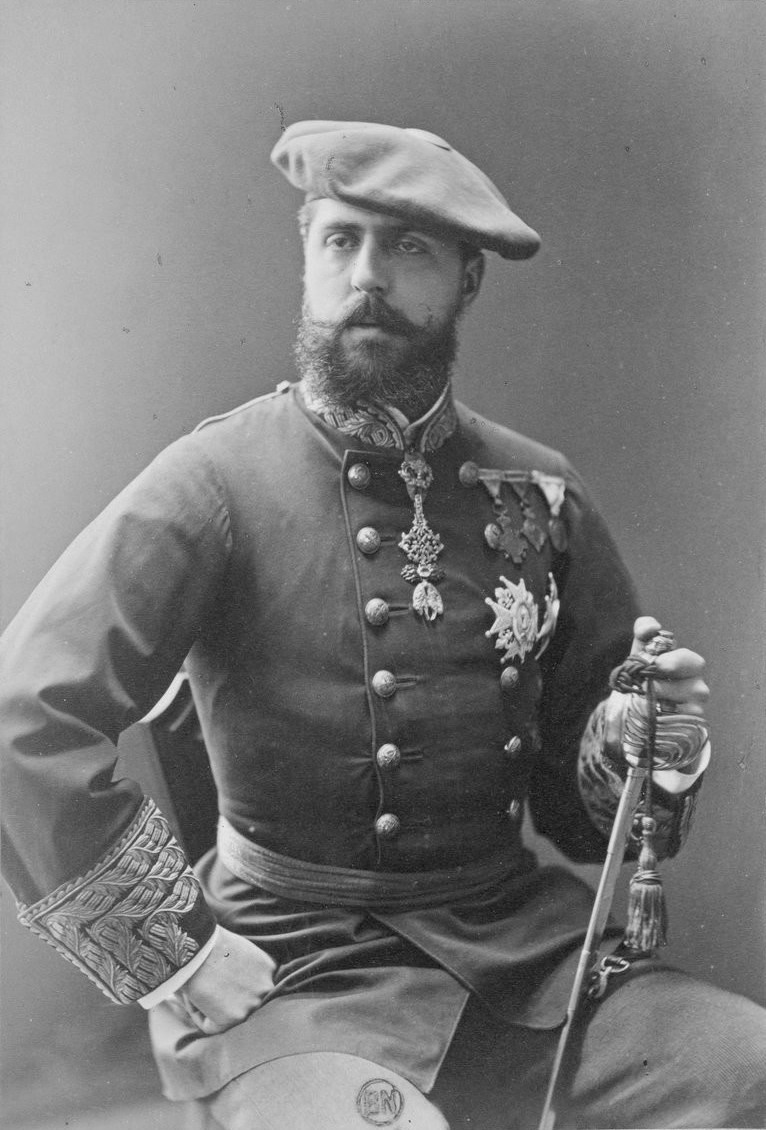
Don Carlos of Karel VI van Spanje met de Orde van het Gulden Vlies en de karakteristieke rode pet van de carlisten

Tussen 1836 en 1931 hebben de pretendenten die carlisten worden genoemd acht ridders benoemd. Dat geschiedde in of rond 1836, 1838, 1850, 1870, 1875, 1895, 1900 en 1921. Het ging om een bisschop, een carlistische pretendent en zes hoge Spaanse edelen.
De carlisten zijn altijd sterk verdeeld geweest waar het de van Karel of Carlos afgeleide claim op de Spaanse (en ook Franse) troon ging. Don Carlos beschouwde zich als Karel V van Spanje, de wettige Spaanse heerser. Wie, zoals men in Spanje algemeen doet, vasthoudt aan de opvatting dat de Spaanse koning rechtens chef en soeverein van de Orde van het Gulden Vlies is, zal menen dat de carlistische pretendenten het recht hebben om het Gulden Vlies uit te reiken. Niet alle carlistische pretendenten hebben dat gedaan. Don Carlos Hugo van Bourbon-Parma heeft het Gulden Vlies op zijn bruiloft in Rome gedragen. Dat baarde veel opzien, het is onbekend of de jonge carlistische pretendent daarmee wilde aangeven dat hij eigenlijk de legitieme koning van Spanje was. In ieder geval is niet bekend of Don Carlos Hugo door een van de chefs en soevereinen in de Orde van het Gulden Vlies is opgenomen. Over het op het huwelijk gedragen Gulden Vlies werd in de pers gespot.

### Carloctavistische linie
De carloctavisten, pretendenten die door een kleine groep carlisten worden gesteund, hun claim berust immers op vererving in vrouwelijke lijn, maken ook aanspraak op de soevereiniteit over de Orde van het Gulden Vlies. Zij benoemden 21 ridders.

## De Orde van het Gulden Vlies in de koninkrijken der Nederlanden en België

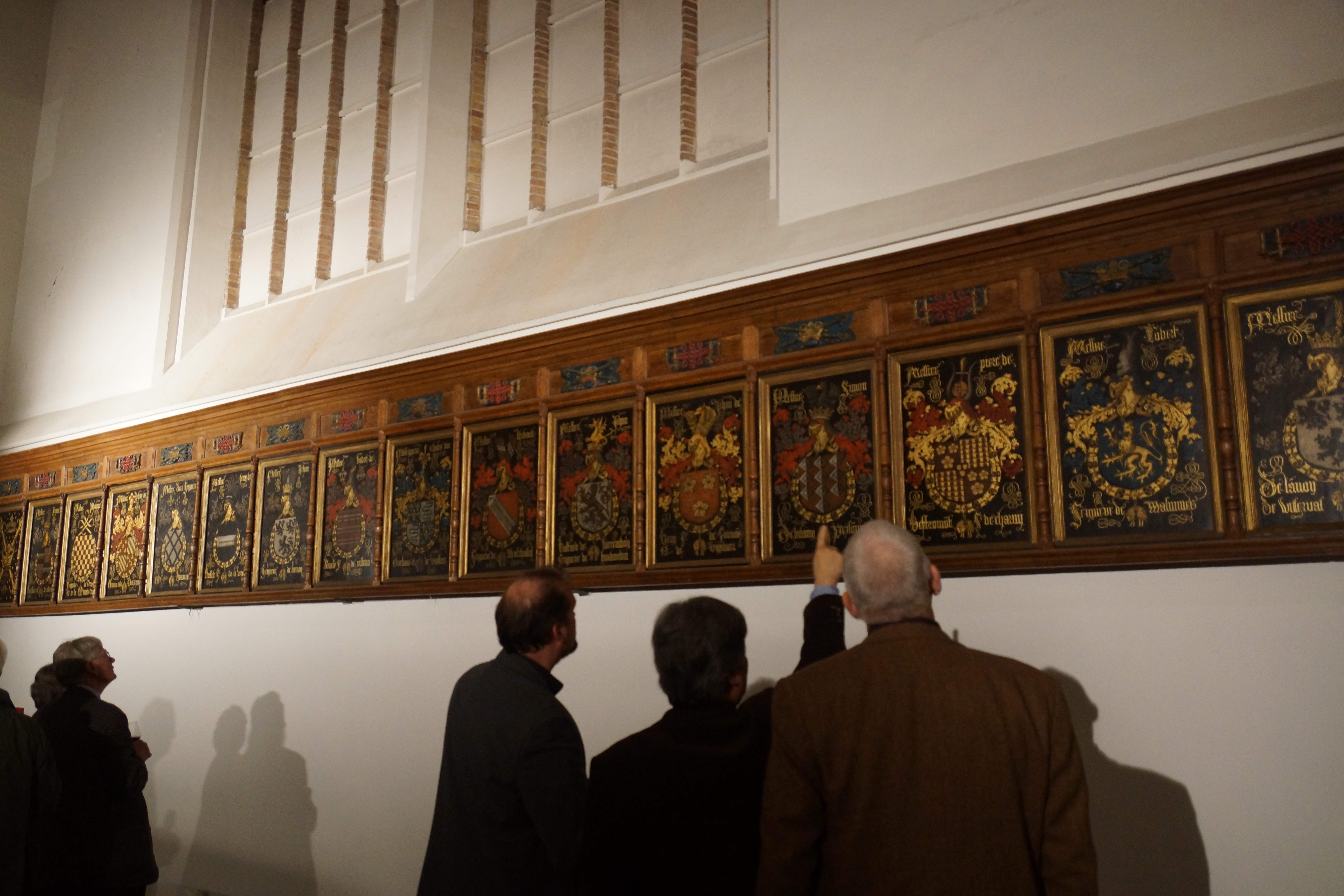
Gerestaureerde zestiende-eeuwse wapenborden Gulden Vlies Grote Kerk in Den Haag (2014)

De Nederlandse Vader des Vaderlands, Willem van Oranje en andere vorsten uit de Huizen Châlon, Nassau en Breda waren ridders van het Gulden Vlies. De protestantse stadhouders kwamen niet in aanmerking voor benoeming in de tot 1805 strikt katholieke orden (in Spanje en Oostenrijk) van het Gulden Vlies.
Tijdens het Spaanse en Oostenrijkse bestuur over de Zuidelijke Nederlanden werden de aldaar wonende hoge katholieke edelen wel opgenomen in zowel de Spaanse als de Oostenrijkse tak van de Orde.
Het negende kapittel werd in 1456 in 's-Gravenhage gehouden, het veertiende in 1481 in 's-Hertogenbosch, het zeventiende in 1505 in Middelburg en het eenentwintigste in 1546 in Utrecht. Kapittels duurden ongeveer tien dagen waarvoor het koor van de belangrijkste stadskerk werd ingericht. Elke Vliesridder had een eigen zitplaats in het koorgestoelte, aangegeven met zijn wapenbord. De vijfendertig Haagse wapenborden die verwijzen naar de bijeenkomst van 1456, zijn in 1539 door brand verloren gegaan, maar kort daarna gereproduceerd. Deze zestiende-eeuwse borden zijn in 2014, na een drie jaar durende restauratie, herplaatst in de Grote Kerk van Den Haag. De wapenborden zijn officieel aangewezen als beschermd voorwerp in het kader van de wet tot behoud van cultuurbezit.
De Franse Revolutie bracht een scheiding van Kerk en Staat en Napoleons oudere broer Jozef Bonaparte maakte van de Spaanse Orde van het Gulden Vlies een orde van verdienste die ook aan protestanten kon worden toegekend. Een van hen was Willem, prins van Oranje, de latere koning Willem II. Ook koning Willem III, prins Hendrik en koningin Beatrix zijn in de Spaanse Orde opgenomen.

### De Belgische koninklijke familie
In de Belgische koninklijke familie waren en zijn veel ketens aanwezig; drie koningen en een aartshertog kregen de Oostenrijkse keten. Vier koningen kregen de Spaanse keten. Leopold I was enkel een Spaans vliesridder, de koning was een protestant.
Koning Leopold II van België droeg net zoals zijn schoonbroer Maximiliaan van Oostenrijk het Oostenrijkse Vlies. Zijn broer, de graaf van Vlaanderen, bezat de keten in de Spaanse tak. Ook zijn neef Albert I droeg het Oostenrijkse Gulden Vlies, terwijl diens zoon Leopold de Spaanse keten kreeg in 1923.
Koning Albert II van België is ridder in zowel het Spaanse als het Oostenrijkse Gulden Vlies, zijn schoonzoon aartshertog Lorenz is als Habsburger enkel in het bezit van de Oostenrijkse tak.
Zijn voorganger Boudewijn was ridder in de Spaanse afdeling, hun schoonbroer groothertog Jan van Luxemburg was ook ridder in de beide takken. Boudewijn was een van drie door Juan de Borbón, troonpretendent en graaf van Barcelona in de Spaanse orde opgenomen ridders.
De vuurslag van het Gulden Vlies en het Kruis van Bourgondië zijn terug te vinden in de Nederlandse Militaire Willems-Orde (1815) en de Belgische Decoration Civique (1867).
Ook in België is enige malen overwogen om de Orde van het Gulden Vlies als Belgische Orde in te stellen.

## De Orde van het Gulden Vlies in Georgië
Na de herwonnen onafhankelijkheid in 1991 heeft Georgië een orde van het Gulden Vlies ingesteld. Het versiersel van de Orde van het Gulden Vlies van Georgië lijkt niet op de oude Habsburgse orde. Georgië wordt door historici genoemd als het land Colchis waar Jason het gulden vlies roofde.